# 1830 en droit
Cet article présente les faits marquants de l'année 1830 en droit.

## Événements

### Mai
- 26 mai, États-Unis : adoption de l'Indian Removal Act ordonnant la déportation des Amérindiens vivant dans les territoires compris entre les treize États fondateurs et le Mississippi, vers un territoire situé au-delà de ce fleuve. Il concerne quelque 60 000 Indiens d'Amérique.

## Décès
- 1er octobre : Giuseppe Luosi, juriste italien, ministre de la Justice du royaume d'Italie de 1805 à 1814 († 1755).